# 4364 Shkodrov
4364 Shkodrov (1978 VV5) là một tiểu hành tinh vành đai chính được phát hiện ngày 7 tháng 11 năm 1978 bởi Eleanor F. Helin và Schelte J. Bus ở Palomar.